# 野瀬育二
野瀬 育二（のせ いくじ、1974年1月9日 - ）は、日本の声優、俳優。滋賀県出身。東京俳優生活協同組合所属。

## 経歴
スクールデュオ2期生。賢プロダクション、劇団獣申、フリー期間を経て、2011年から東京俳優生活協同組合所属。

## 人物
声種はハイバリトン。方言は滋賀弁、関西弁。
免許・資格は普通自動車免許、珠算2級、簿記2級。
趣味はテニス、釣りで、中でも釣りは「生きがい」だという。
「声優になっていなかったら料理人になっていた」と語る程料理も好きである。

## 出演
太字はメインキャラクター。

### テレビアニメ
2003年
- カレイドスター（記者）
- DEAR BOYS（柳本和雄）

2004年
- 攻殻機動隊 S.A.C. 2nd GIG（テロリスト）
- サムライチャンプルー（天狗）

2013年
- 探検ドリランド -1000年の真宝-（住民）
- 変態王子と笑わない猫。（男子生徒D）

2014年
- エスカ&ロジーのアトリエ 〜黄昏の空の錬金術士〜（街人）
- 最近、妹のようすがちょっとおかしいんだが。（客A）
- 四月は君の嘘（2014年 - 2015年、審査員、観客）
- 白銀の意思 アルジェヴォルン（パイロット、幹部）
- SHIROBAKO（山渕）
- 天体のメソッド（先生）
- まじもじるるも（男）
- 魔法科高校の劣等生（三高男子生徒）
- 弱虫ペダル（観客）

2015年
- アルスラーン戦記（兵士）
- アルドノア・ゼロ（トラケナー中隊長）
- 機動戦士ガンダム 鉄血のオルフェンズ（2015年 - 2017年、ギャラルホルン士官、ドルト組合員・労働者、ボードウィン家執事、地平線団パイロット、ガラン部下 他） - 2シリーズ
- 金田一少年の事件簿R（タクシー運転手、刑事）
- GATE 自衛隊 彼の地にて、斯く戦えり（2015年 - 2016年、盗賊、長老、夏目防衛大臣、老賢者） - 2シリーズ
- ご注文はうさぎですか??（ゾンビD）
- Charlotte（教師B、主審、歩未の担任、小池医師、テレパシー能力者、体育教師、ボディガードA）
- 純潔のマリア（騎士）
- 下ネタという概念が存在しない退屈な世界（バイクのおっさん、善導課幹部B）
- 食戟のソーマ（2015年 - 2018年、元議員、岡本克典、店主A、店主、漁師B 他） - 4シリーズ
- スタミュ（観客）
- 戦姫絶唱シンフォギア シリーズ（2015年 - 2017年、操縦士B、黒服、バルベルデ軍部隊長、パイロット、隊員D） - 2シリーズ
- ダンジョンに出会いを求めるのは間違っているだろうか（メンバーA、カヌゥの仲間B、冒険者、冒険者E）
- 長門有希ちゃんの消失（テレビ中継〈解説〉）
- ヘヴィーオブジェクト（2015年 - 2016年、兵士、情報同盟記者、正統王国兵、オペレーター、整備隊隊長 他）
- 乱歩奇譚 Game of Laplace（ヘリカメラマン）

2016年
- Re:ゼロから始める異世界生活（鬼族の民） - 2020年に第1期新編集版が放送
- アクティヴレイド -機動強襲室第八係-（副機長、警官A、警察無線、不良C、木下 他） - 2シリーズ
- あまんちゅ!（ダイバーB）
- 暗殺教室（渚の父）
- うたの☆プリンスさまっ♪ マジLOVEレジェンドスター（プロデューサーA）
- Occultic;Nine -オカルティック・ナイン-（アナウンサー、電話の男）
- クロムクロ（オペレーターC、ユン、林、パイロット）
- 斉木楠雄のΨ難（2016年 - 2018年、神田品助〈校長先生〉、男子生徒C、おじいさん霊、ヤンキー、男性 他） - 2シリーズ + 完結編
- 最弱無敗の神装機竜（システム音声）
- シュヴァルツェスマーケン（ペーター・ヴィーデマン）
- タイムボカン24（大統領、お付き、男1）
- タブー・タトゥー（教師、部下、ガンナー、市民、操縦士）
- Dimension W（船長、警備員、学生、Qi隊員、ニューテスラ前総裁）
- ドリフターズ（エルフ、オルテ兵副隊長、貴族）
- 七つの大罪 聖戦の予兆（町人B）
- ねじ巻き精霊戦記 天鏡のアルデラミン（ネジフ・ハルルム）
- バトルスピリッツ ダブルドライブ（テントの主、部下A）
- ブブキ・ブランキ（取調官、デモクラティア兵、技術部長） - 2シリーズ
- フリップフラッパーズ（村人）
- プリンス・オブ・ストライド オルタナティブ（青葉南平）
- 魔法少女育成計画（華乃の父）
- 名探偵コナン（2016年 - 2023年、石崎、沢田良介、戸崎敬大、増岡進、東金勝美 他）
- モブサイコ100（竹中）
- ももくり（係の生徒）
- モンスターハンター ストーリーズ RIDE ON（リリア父）
- レガリア The Three Sacred Stars（住人）
- Lostorage incited WIXOSS（おじさん）
- WWW.WORKING!!（男性客A）

2017年
- MARGINAL#4 KISSから創造るBig Bang（男子D）
- 昭和元禄落語心中 -助六再び篇-（師匠、板前、客、部長、前座、番頭）
- クラシカロイド（2017年 - 2018年、コーチ、教頭、黒服、バッハ化した人々、シンオオサカの男性）
- 青の祓魔師（2017年 - 2025年、祓魔師、勝呂達磨） - 2シリーズ
- 南鎌倉高校女子自転車部（職員）
- Rewrite（隊長、幹部）
- 風夏（観客）
- クズの本懐（教師）
- 幼女戦記（財務官）
- “栄光なき天才たち”からの物語（男B）
- Re:CREATORS（警備員、官僚、ニュースキャスター、駅員）
- ツインエンジェルBREAK（男性教師、校長先生）
- サクラクエスト（辰男）
- ソード・オラトリア ダンジョンに出会いを求めるのは間違っているだろうか外伝（ハシャーナ・ドルリア）
- 有頂天家族2（親衛隊A、副学部長）
- ID-0（研究者(3)）
- ナイツ&マジック（サロネン教師）
- 妖怪アパートの幽雅な日常（不動産屋B、社員C）
- 最遊記RELOAD BLAST（妖怪、村人、衛兵、役人、隊員 他）
- アクションヒロイン チアフルーツ（店主、酒屋店主）
- 魔法陣グルグル（ククリの父、ザイマン）
- プリンセス・プリンシパル（男、ケニー）
- 血界戦線 & BEYOND（大統領特使の側近）
- アイドルマスター SideM（会長）
- Just Because!（進藤）
- Code:Realize 〜創世の姫君〜（写真屋）
- キノの旅 -the Beautiful World- the Animated Series（老夫）
- 銀魂.（寺門通親衛隊A）

2018年
- 宇宙よりも遠い場所（学年主任、先生）
- からかい上手の高木さん（2018年 - 2022年、国語の先生） - 3シリーズ
- りゅうおうのおしごと!（黒服）
- BORUTO-ボルト- NARUTO NEXT GENERATIONS（2018年 - 2019年、伊勢ウドン、町長、プロデューサー）
- アイドリッシュセブン（2018年 - 2020年、ディレクター、番組プロデューサー） - 2シリーズ
- 博多豚骨ラーメンズ（買い付け人）
- ヴァイオレット・エヴァーガーデン（ジョナス・グレアム、父）
- ヒナまつり
- ソードアート・オンライン オルタナティブ ガンゲイル・オンライン（Nobu、Borno）
- ゴールデンカムイ（2018年 - 2020年、兵士達、銀行支店長、老人、ニヴフの男） - 3シリーズ
- グラゼニ（沖田）
- ガンダムビルドダイバーズ（コージー）
- ウマ娘 プリティーダービー（記者）
- 覇穹 封神演義（広法天尊）
- 重神機パンドーラ（難民）
- バキ（不良C）
- 天狼 Sirius the Jaeger（新聞社社員、参謀総長）
- Phantom in the Twilight（部下、警備員）
- Back Street Girls -ゴクドルズ-（ファンC）
- 七星のスバル（番組キャスター）
- ジョジョの奇妙な冒険 黄金の風（2018年 - 2019年、土産物屋、爺、医者1、警官）
- パズドラ（駅員）
- やがて君になる（侑の父）
- となりの吸血鬼さん（民衆B）
- ゴブリンスレイヤー（邪神官）

2019年
- 荒野のコトブキ飛行隊（ラハマ代表、助役）
- B-PROJECT〜絶頂*エモーション〜（田所）
- かぐや様は告らせたい〜天才たちの恋愛頭脳戦〜（上司〈男〉）
- revisions リヴィジョンズ（アーヴコマンダー）
- ガーリー・エアフォース（艦長）
- Fairy gone フェアリーゴーン（オークション来場者、ハンス・エフメド）
- キャロル&チューズデイ（AIカメラマン、警備員B、ボディーガード、スキップバンドメンバーB、審査員B 他）
- どろろ（男、傭兵）
- フルーツバスケット（店員）
- 賢者の孫（魔人）
- 女子高生の無駄づかい（ゴツモリ）
- 炎炎ノ消防隊（2019年 - 2020年、第5隊員、聖陽教徒） - 2シリーズ
- 彼方のアストラ（刑事）
- 星合の空（凛太朗の父）
- GRANBLUE FANTASY The Animation Season 2（研究員A）

2020年
- うちタマ?! 〜うちのタマ知りませんか?〜（河原ばん太）
- ハクション大魔王2020（店員）
- モンスター娘のお医者さん（ハーピー男A）
- ミュークルドリーミー（牛二）
- 魔女の旅々（あっちの村の村人たち）
- ひぐらしのなく頃に業（2020年 - 2021年、住人、村人） - 2シリーズ

2021年
- 無職転生 〜異世界行ったら本気だす〜（バチロウ） - 2シリーズ
- Fairy蘭丸〜あなたの心お助けします〜（恵夢父）
- ゾンビランドサガ リベンジ（写真技師）
- SCARLET NEXUS（コメンテーター）
- 現実主義勇者の王国再建記（祖父）
- 東京リベンジャーズ（刑事）
- 結城友奈は勇者である -大満開の章-

2022年
- 錆喰いビスコ（蟲毒壺売り）
- 永遠の831（ドライバー）
- 史上最強の大魔王、村人Aに転生する（ジャック）
- 名探偵コナン ゼロの日常（ギャルソン）
- ダンス・ダンス・ダンスール（司会者、都の父）
- ドラえもん（テレビ朝日版第2期）（2022年 - 2024年、おじさん、犬、タレント①、間津井ベーカリー店主）
- うる星やつら (2022)（先生）

2023年
- ゾン100〜ゾンビになるまでにしたい100のこと〜（中年男）
- 川越ボーイズ・シング（教師）

2024年
- 忍たま乱太郎（客、騎馬隊、家主）
- アイドルマスター シャイニーカラーズ（舞台監督）
- 星降る王国のニナ（ボーグ卿）
- 合コンに行ったら女がいなかった話

2025年
- クレヨンしんちゃん（宅配員）
- アン・シャーリー（前の席の男）
- LAZARUS ラザロ（ウェイター、オペレーター）
- 追放者食堂へようこそ!（夜の霧団）
- 光が死んだ夏（村人）
- カラオケ行こ!（兄貴分）
- ダンダダン（ジジの父）

### 劇場アニメ
- それいけ!アンパンマン ルビーの願い（2003年、楽器マンたち）
- 劇場版 探偵オペラ ミルキィホームズ〜逆襲のミルキィホームズ〜（2016年、校内アナウンス）
- リズと青い鳥（2018年、担任）
- 劇場版 SHIROBAKO（2020年、山渕篤、げ〜ぺ〜う〜忍者A[20]）
- プリンセス・プリンシパル Crown Handler 第2章（2021年、ケニー）
- 劇場版 呪術廻戦 0（2021年、通行人）

### OVA
- 機動戦士ガンダム THE ORIGIN（2018年、兵士）
- ゴールデンカムイ（囚人） - コミックス第17巻アニメDVD同梱版

### Webアニメ
2010年代
- ホイッスル!（ボイスリメイク版）（2016年、上条）
- 月曜日のたわわ（2016年、男子生徒）
- A.I.C.O. Incarnation（2018年、部下C、教師）
- 7SEEDS（2019年、アナウンサー1）
- 斉木楠雄のΨ難 Ψ始動編（2019年、プレイヤーE、神田品助〈校長先生〉）

2020年代
- ハレルヤ -運命の選択-（2020年、議員）
- 範馬刃牙（2021年、不良C）
- コタローは1人暮らし（2022年、店長）
- Duel Masters LOST 〜月下の死神〜（2024年、宮井の父）

### ゲーム
2001年
- 火焔聖母 〜The Virgin on Megiddo〜
- THE どこでも推理〜IT探偵：全68の事件簿〜（中辻教授）

2003年
- サムライスピリッツ零（水邪）

2004年
- 幻想水滸伝IV（シグルド）
- サムライスピリッツ零SPECIAL（水邪）

2005年
- OZ -オズ-（カイン）
- サムライスピリッツ 天下一剣客伝（水邪）
- プリンセスコンチェルト（聖カナン国王、兵士）
- Rhapsodia（シグルド）

2008年
- クロスエッジ（ルゥリッヒ・バラハ）
- サムライスピリッツ 六番勝負 ※NEOGEO オンラインコレクション（水邪）
- 比翼は愛薊の彼方へ〜連理の夢〜（璋揺）
- マナケミア2 〜おちた学園と錬金術士たち〜（ルゥリッヒ・バラハ）

2013年
- ダンジョントラベラーズ2 王立図書館とマモノの封印

2015年
- プリンス・オブ・ストライド（伊泉忍）

2016年
- 式神物語〜中二病JK、世界を救う〜（夜雀）

2018年
- JUDGE EYES:死神の遺言

2022年
- ドラえもん のび太の牧場物語 大自然の王国とみんなの家（ガガン）

2023年
- 信長の野望 出陣（里見義堯、鍋島直茂、支倉常長）

### ドラマCD
- 森をつれてきて
- EGOISTIC GARDEN CITY-X（イヴ・ガードナー）
- カオシックルーン（2004年、大林ミチオ、相馬エリの父）
- 戦う!セバスチャン（2005年、ロベルト・アルベルト）
- 高嶺と花 単行本第13巻ドラマCD付き限定版（2019年、花の父）

### BLCD
- 好物はこっそりかくして腹のなか（2018年、米蔵良治[24]）
- 30歳まで童貞だと魔法使いになれるらしい（2019年、社長）

### 吹き替え

#### 映画
- ULTIMATE BATTLE 忍者VS少林寺
- アンロック/陰謀のコード（ラティーフ[25]）
- おとぎ話を忘れたくて
- オンリー・ザ・ブレイブ
- スイッチング・プリンセス
- ハイヤー・グラウンド（ホルヘ）
- ファースト・キル
- プライベート・ライフ
- ベイルート
- ユダヤ人を救った動物園 アントニーナが愛した命
- ワンス・アポン・ア・タイム・イン・チャイナ 辛亥革命
- ワンス・アポン・ア・タイム・イン・チャイナ 無頭将軍
- ワンス・アポン・ア・タイム・イン・チャイナ 理想年代（トーマス）

#### ドラマ
- iゾンビ
- インポスターズ 美しき詐欺師たち
- 刑事フォイル
- ザ・ロッジ
- シナリオライターは君だ!
- ハイスクール・ウルフ（男子生徒 他）
- ブラインドスポット タトゥーの女
- BULL / ブル 法廷を操る男
- マウンテン・ウォーズ/ホライズン高校物語（ホルヘ）
- ロスト・イン・スペース

### ナレーション
- KANAGAWA 高校野球 SPIRITS
- 今日、好きになりました。おうち時間特別編
- グラジオラスの轍〜Road to London
- ザ・激磯
- ザ・サンデー千葉市
- The Future of Freedom
- シネマの世代
- 週刊バイクTV
- 知らなきゃよかったニュース
- TBS60周年記念〜それもまた小さな光
- ハリー・ポッター特番
- フィッシングプラン
- フランケンシュタインの誘惑 科学史 闇の事件簿
- ブレイド特番
- 未来〜東日本大震災〜

### ボイスオーバー
- アニマルプラネット サファリ
- 南極をめざして
- 貿易センタービルの栄光と崩壊
- マーサ・スチュワート・リビング
  - 銀製品のお手入れ
  - ママと過ごすイースター
- 幻のアトランティス

### ラジオドラマ
- SOUNDS OF STORY〜ASADA JIRO LIBRARY〜

### テレビドラマ
- SUMMER NUDE 第1話（2013年7月8日、フジテレビ）※ラジオの野球実況

### テレビ番組
- NHKスペシャル 知られざる大英博物館 古代エジプト
- 奇跡の扉 TVのチカラ
- ザ・ベストハウス123
- 世界ふれあい街歩き

### 舞台
- とりで
- ベルナデッタ物語

### シリーズ一覧
1. ↑  第1期（2015年 - 2016年）、第2期（2016年 - 2017年）
2. ↑  第1クール（2015年）、第2クール（2016年）
3. ↑  第1期（2015年）、第2期『弐ノ皿』（2016年）、第3期前半『餐ノ皿』（2017年）、第3期後半『餐ノ皿 遠月列車篇』（2018年）
4. ↑  第3期『GX』（2015年）、第4期『AXZ』（2017年）
5. ↑  第1期（2016年）、第2期『2nd』（2016年）
6. ↑  第1期（2016年）、第2期（2018年）、完結編（2018年12月28日）
7. ↑  第1期（2016年）、第2期『星の巨人』（2016年）
8. ↑  第2期『京都不浄王篇』（2017年）、第4期『終夜篇』（2025年）
9. ↑  第1期（2018年）、第2期『2』（2019年）、第3期『3』（2022年）
10. ↑  第1期（2018年）、第2期『Second BEAT!』（2020年）
11. ↑  第一期（2018年）、第二期（2018年）、第三期（2020年）
12. ↑  第1期（2019年）、第2期『弐ノ章』（2020年）
13. ↑  『業』（2020年 - 2021年）、続編『卒』（2021年）
14. ↑  第1期第1クール（2021年）、第1期第2クール（2021年）